# Kate Phillips
Kate Phillips (Esher, 21 maggio 1989) è un'attrice britannica.
È diventata famosa per avere interpretato Jane Seymour nella miniserie Wolf Hall del 2015. Dal 2020 interpreta Miss Eliza Scarlet, protagonista della serie Miss Scarlet and the Duke.

## Biografia
Originaria di Esher, nel Surrey, dopo essersi laureata in teatro all'Università di Leeds ha studiato alla Guildhall School of Music and Drama di Londra.
Nel 2014 ha interpretato Jane Seymour nella miniserie televisiva Wolf Hall, andata in onda l'anno seguente. In seguito è apparsa nella miniserie Guerra e pace prodotta dalla BBC Wales nel 2016 e in tre episodi della prima stagione di The Crown. Tra il 2016 e il 2019 interpreta il personaggio di Linda Shelby nella serie televisiva britannica Peaky Blinders e nel 2019 ha prestato il volto alla principessa Mary in Downton Abbey - il film.
A partire dal 2020 è la protagonista della serie televisiva Miss Scarlet and the Duke, dove interpreta una giovane investigatrice privata nella Londra dell'età vittoriana.

## Filmografia

### Cinema
- L'ospite (The Little Stranger), regia di Lenny Abrahamson (2018)
- La conseguenza (The Aftermath), regia di James Kent (2019)
- Downton Abbey - Il film (Downton Abbey), regia di Michael Engler (2019)
- Benediction, regia di Terence Davies (2021)

### Televisione
- Walf Hall – miniserie TV, 5 episodi (2015)
- Guerra e pace (War & Peace) – serie TV, 3 episodi (2016)
- Peaky Blinders – serie TV, 15 episodi (2016)
- The Crown – serie TV, 3 episodi (2016)
- My Mother and Other Strangers – serie TV, 3 episodi (2016)
- L'alienista (The Alienist) – serie TV, 1 episodio (2018)
- The English Game – serie TV, 5 episodi (2020)
- Miss Scarlet and the Duke – serie TV, 12 episodi (2020-in corso)

## Doppiatrici Italiane
- Valentina Mari ne La conseguenza, Downtown Abbey - Il film, Peaky Blinders
- Valentina Favazza in Guerra e Pace
- Gaia Bolognesi in Miss Scarlet and the Duke
- Jasmine Laurenti in The Crown